# Friedrich Christian Wirth

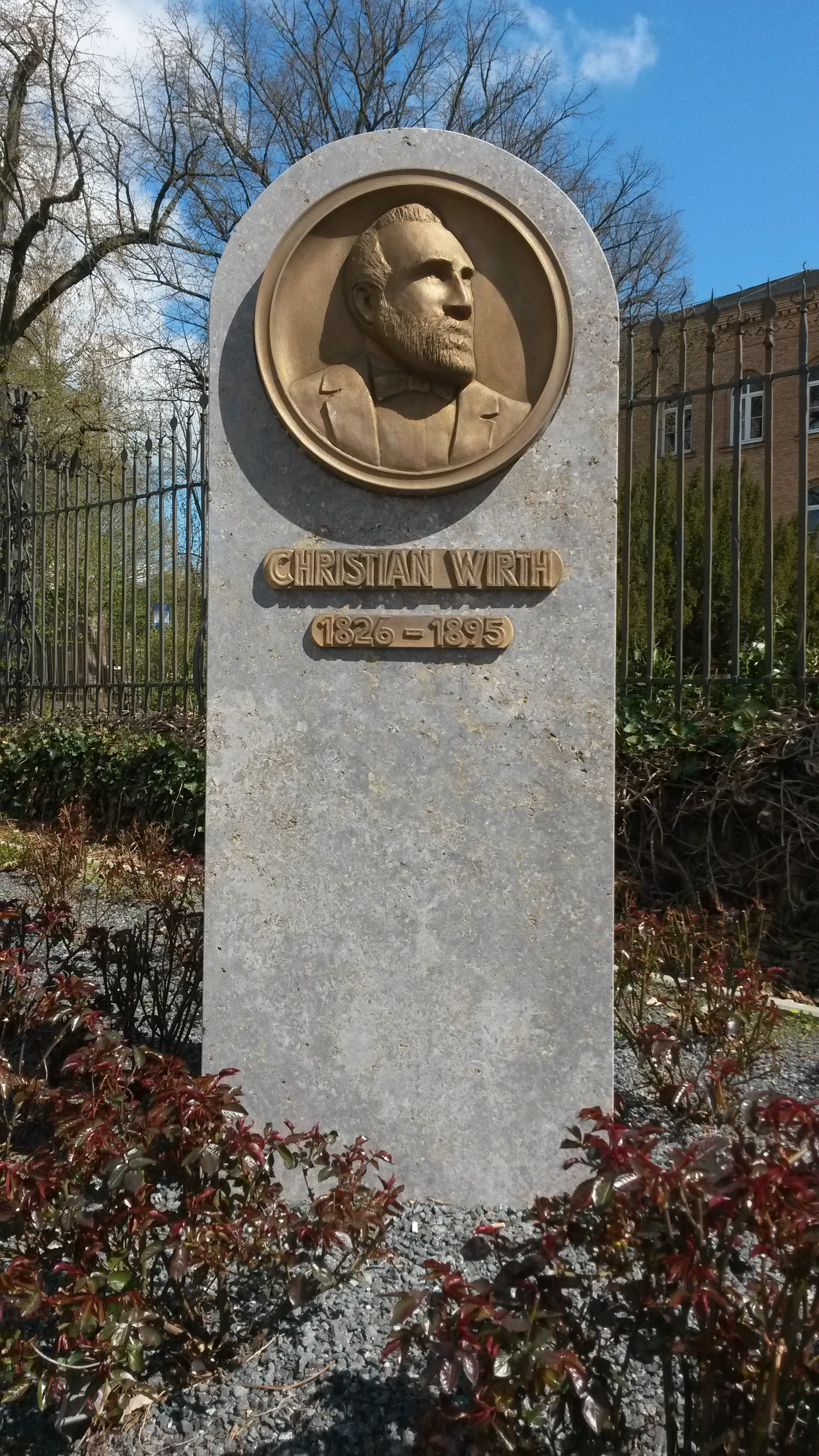
Usingen, Denkmal Christian Wirth

Friedrich Christian Wirth (* 21. Dezember 1826 in Neesbach (Kreis Limburg); † 26. April 1895 in Wiesbaden) war nassauischer Landesdirektor und Abgeordneter im preußischen Landtag sowie Mitgründer der Nassauischen Sparkasse.

## Leben
Wirth lebte seit 1842 in Usingen. Nach dem Abitur 1851 am Gymnasium in Hadamar studierte er zwischen 1851 und 1853 Rechtswissenschaften an den Universitäten Gießen und Heidelberg. Im Herbst 1853 bestand er die „nassauische theoretische Konkursprüfung“ (erstes Staatsexamen) als Jahrgangsbester. 1858 bestand er erfolgreich auch das zweite Staatsexamen.

### Tätigkeit für die Nassauische Landesbank
Seit 1856 arbeitete Wirth bei der Landesbank in Wiesbaden, aus der später die Nassauische Sparkasse hervorgehen sollte. Nach verschiedenen Stationen und einer Unterbrechung (1866 bis 1868 arbeitete Wirth als Richter in Bad Homburg vor der Höhe) wurde er 1870 stellvertretender Direktor und wirkte an der Aufteilung der Landesbank in die Nassauische Landesbank und die Nassauische Sparkasse mit.

### Tätigkeit als Landesdirektor
Nach der Übernahme Nassaus durch Preußen wurden im Rahmen der Provinzialselbstverwaltung in der Provinz Nassau auf Ebene der Regierungsbezirke gewählte Kommunallandtage gewählt. Dieser wählte zur Führung seiner Geschäfte einen „ständigen Ausschuß“ sowie einen hauptamtlichen Nassauischen Landesdirektor.
Christian Wirth wurde am 31. Oktober 1872 vom Kommunallandtag Wiesbaden zum ersten nassauischen Landesdirektor für den Regierungsbezirk Wiesbaden für die Dauer von 12 Jahren gewählt. Diese Aufgabe erfüllte er, bis er am 1. April 1881 auf eigenen Wunsch in den Ruhestand trat.

### Politisches Wirken
Von 1882 bis 1891 war Wirth Abgeordneter im Preußischen Abgeordnetenhaus als Mitglied der Liberalen Vereinigung. Wesentliche Ziele waren für ihn die Ernennung Usingens zur Kreisstadt (siehe Landkreis Usingen) sowie der Bau der Bahnstrecke Bad Homburg–Usingen.

## Ehrungen
- Königlich Preußischer Roter Adlerorden IV. Klasse (1878)
- Königlich Preußischer Roter Adlerorden III. Klasse mit der Schleife (1881)
- Im Jahr 1903 errichtet die Stadt Usingen ihm ein Denkmal im Schlossgarten.
- Seit Juli 1925 trägt die staatliche Aufbauschule (heute: Gymnasium) in Usingen seinen Namen: Christian-Wirth-Schule.
- Vor der Christian-Wirth-Schule in Usingen steht ein Denkmal für Christian Wirth.
- In Fulda wurde die Christian-Wirth-Straße nach ihm benannt.

## Veröffentlichungen
- Die neuen Verwaltungsgesetze für die Provinz Hessen-Nassau. Mit besonderer Rücksicht auf den Regierungsbezirk Wiesbaden. Limbarth-Verlag, Wiesbaden 1884.